# Lancia Lambda
Der Lancia Lambda ist ein Automobil des italienischen Herstellers Lancia, das 1922 auf dem Pariser Automobilsalon vorgestellt wurde. Er war das erste Fahrzeug mit selbsttragender Karosserie und hatte Einzelradaufhängung mit hydraulischen Stoßdämpfern vorn an Schiebehülsen. Nach Vorstellung des Lancia Dilambda wurde er billiger als dieser angeboten.

## Modellbeschreibung
Der Lambda war mit einem wassergekühlten Viertakt-Ottomotor ausgestattet, dessen vier Zylinder je nach Baujahr in einem Winkel von 13° bis 14° zueinander standen und durch einen gemeinsamen Zylinderkopf verschlossen waren. Die obenliegende Nockenwelle wurde von einer Königswelle angetrieben.
Als 1931 die Produktion des Lambda eingestellt wurde, waren über zehntausend Exemplare hergestellt worden.
Weil die ersten sechs Serien des Lambda mit selbsttragenden Karosserien versehen waren, gab es bei ihnen – zeituntypisch – keine individuellen Aufbauten unabhängiger Karosseriebauunternehmen. Erst die Lambdas der siebten und achten Serie hatten ein separates Fahrgestell, sodass individuelle Karosserien möglich wurden. Für den italienischen Markt kamen einige Sonderkarosserien von Casaro, für den britischen Markt arbeiteten unter anderem Albany und Curtis in London; letzterer war auch britischer Lancia-Importeur. Von Albany kamen einzelne kunstlederbezogene Karosserien nach dem Weymann-Prinzip. Zu den ungewöhnlichsten Entwürfen auf Lambda-Basis gehört der 1927 entstandene Airway Saloon von Albany, der den Linien eines Flugzeugs nachempfunden war.

## Technische Daten
Motor
- VR-Vierzylinder
- Hubraum – 2120 und 2570 cm³
- Bohrung 75 mm (2120)
- Hub 120 mm    (2120)
- Verdichtung – 4,8 : 1
- Leistung – 37 und 51 kW
- Drehzahl – 3250/3500/min
- Getriebe – 3-Gang
- Vorderachse – Radaufhängung an Schiebehülsen, Schraubenfedern, hydraulische Dämpfer
- Hinterachse – Starrachse an Blattfedern, mech. Reibstoßdämpfer

## Galerie

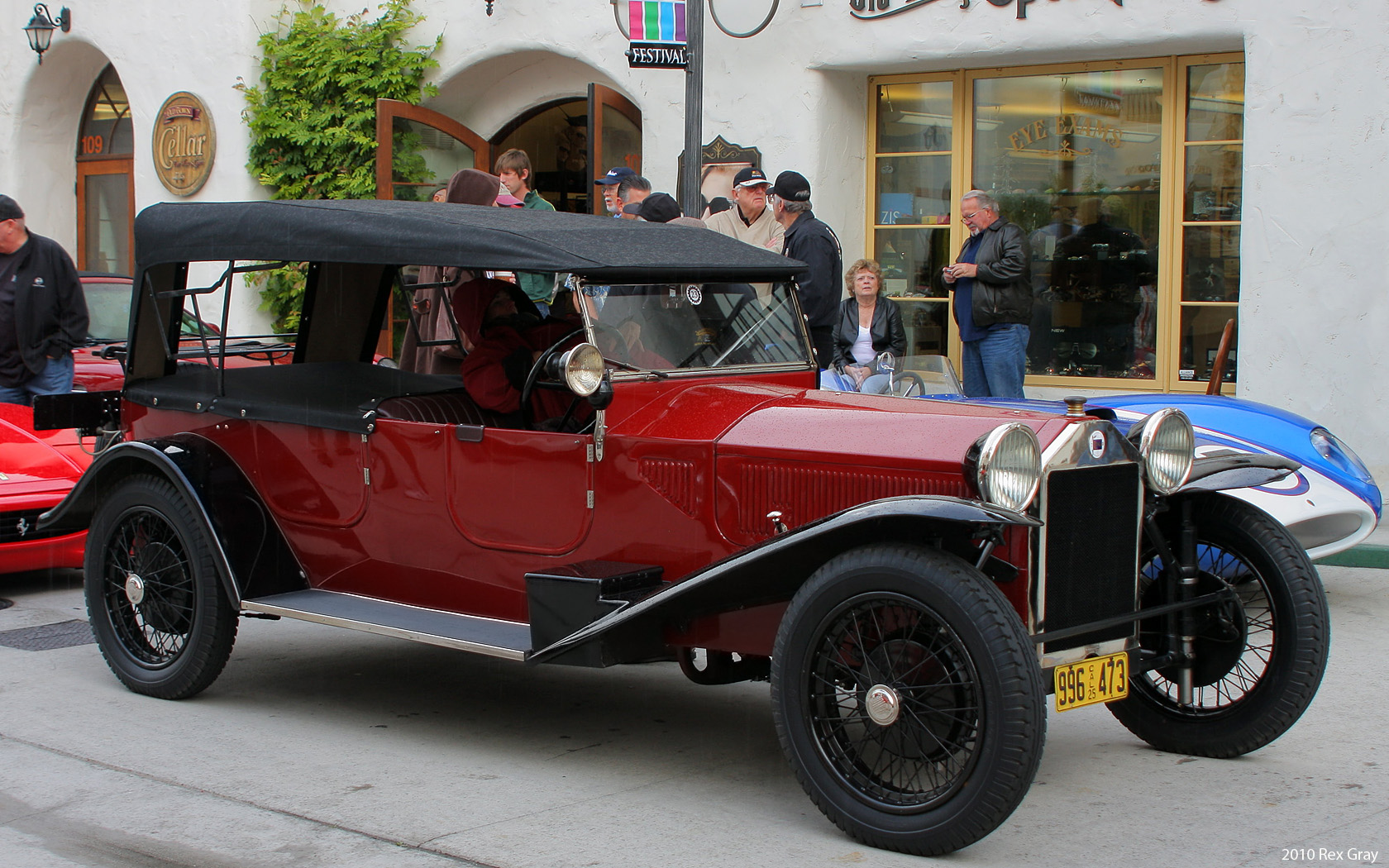
Lancia Lambda Serie 2 (1924)
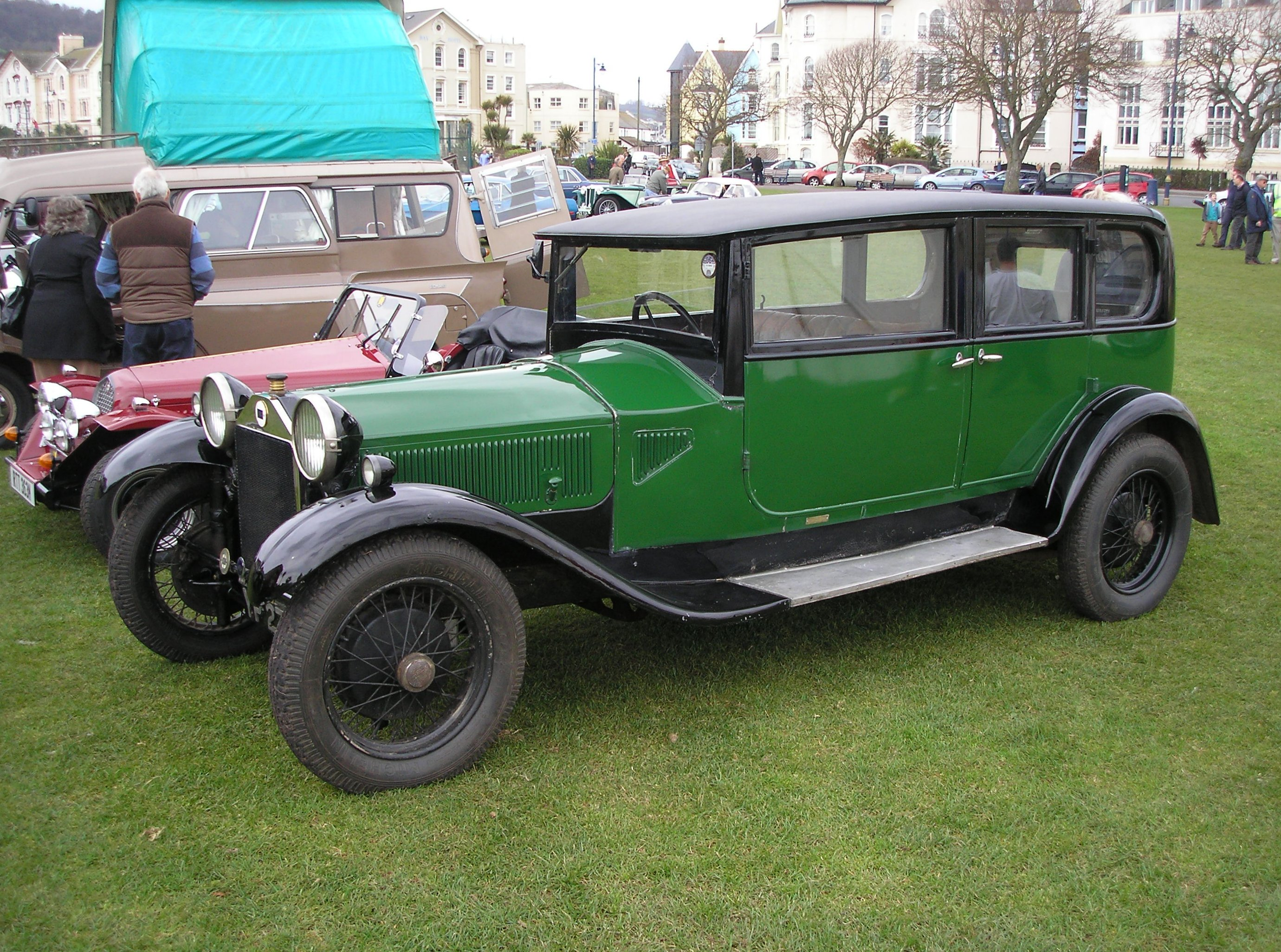
Lancia Lambda Berlina
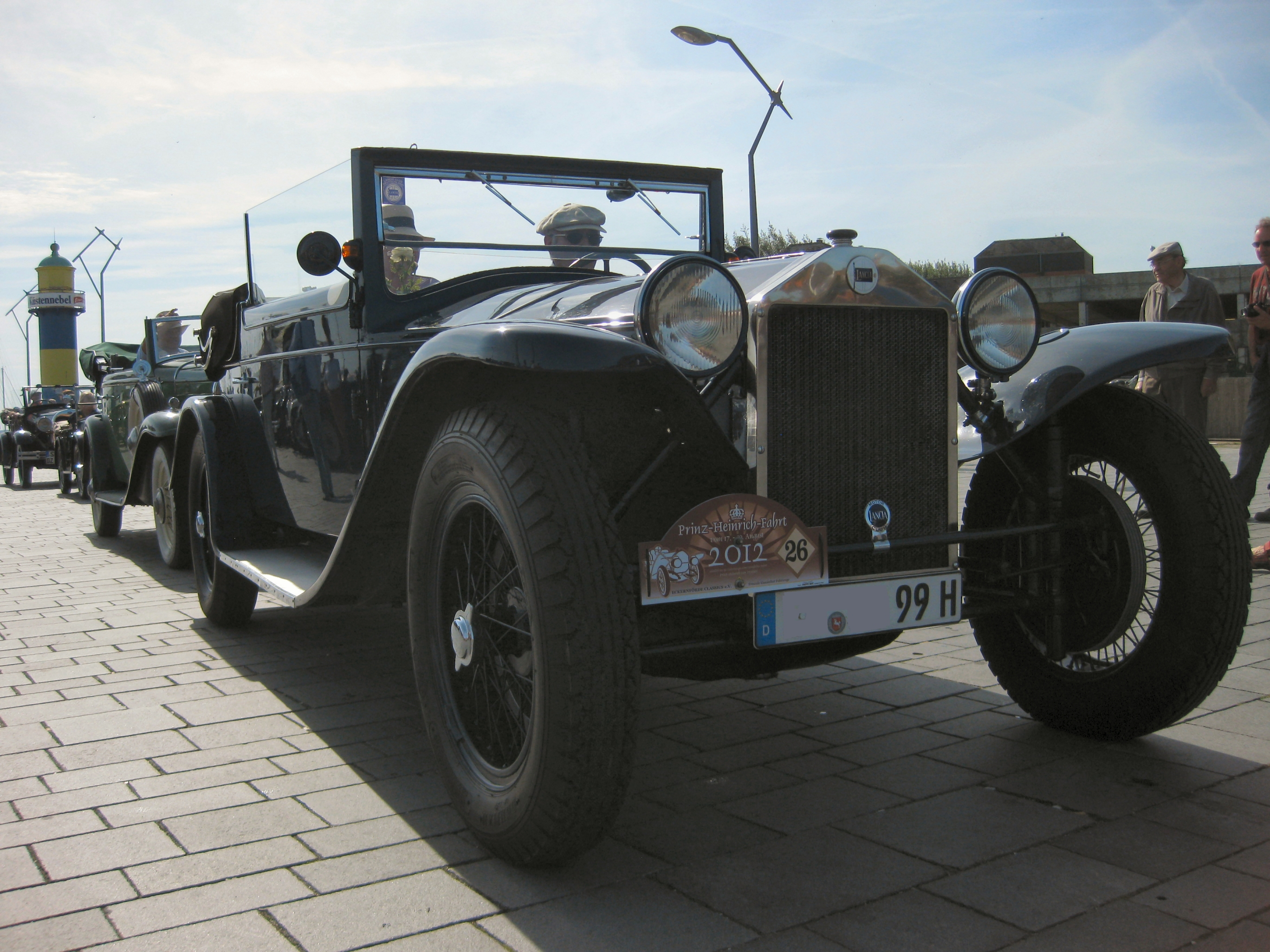
Lancia Lambda (1928)
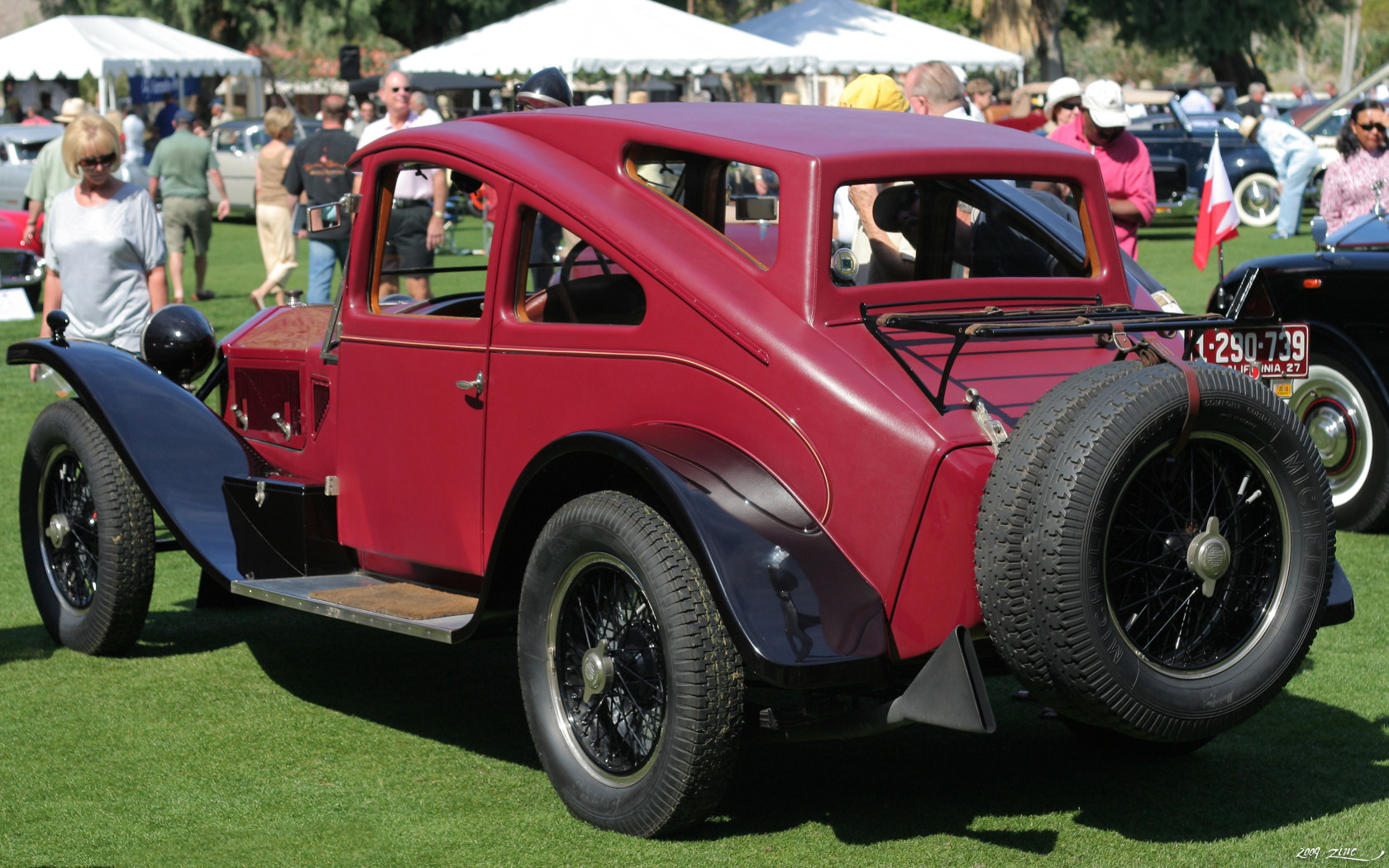
Lancia Lambda Airway Saloon von Albany Carriage (1927)